# El Club de Tobi
El Club de Tobi, Cuarteto de Cuerdas uruguayo iniciada en 1996 por Mario Gulla (violín), Fernando Rosa (violín), Fernando Luzardo (viola) y Bruno Masci (Chelo). Se caracteriza por un repertorio musical popular que va desde el Rock hasta el folclore y la experimentación sonoromusical.

## Trayectoria
Constituido como un cuarteto de cuerdas clásico (2 violines, viola y chelo), El Club de Tobi se forma en 1996 comenzando a tocar en la vía pública montevideana, en la Peatonal Sarandí y en el underground uruguayo.
Su repertorio está constituido básicamente por temas del cancionero popular rioplatense por lo que ejecutan versiones de Patricio Rey y sus Redonditos de Ricota, pero también incluyen a músicos como Jimi Hendrix, The Beatles, Bob Marley, entre otros.
Con un sonido particular, El Club de Tobi se gana un espacio en la escena musical montevideana y comienzan a tocar en pequeños teatros y auditorio informales.
En el año 2002 acompañan a Gustavo Pena "El Príncipe" en un recital realizado en la sala Zitarrosa que da lugar al disco en vivo "El Recital".
Debido a su ductilidad escénica y a lo ecléctico de su repertorio, El Club de Tobi ha compartido escenarios con Charly García, Skay Beilinson en el mega festival de Córdoba Cosquín Rock
Siempre experimentando, El Club de Tobi ha musicalizado el clásico del cine surrealista Un perro andaluz de Luis Buñuel con notable éxito en Cinemateca Uruguaya.
Graban a finales del 2007, su primer disco en vivo. La grabación fue durante un espectacular show en el teatro Solís. El nombre del nuevo disco "Marimbondo" (Koala Records - Sony BMG)
Su cuarto disco se llama "Tobismo" editado en Uruguay por Koala Records, y en Argentina por S-Music.

## Discografía
- Anselmo (Anselmo Records, Koala Records -Distribuye-. 2003)
- Aldorio (Koala Records. 2005)
- Marimbondo (Koala Records, Sony/BMG. 2008)
- Tobismo (Koala Records. 2010)
- Aquel (Bizzarro Records. 2015)